# Voyager (livro)
Voyager (em Portugal: A Viajante / no Brasil: O Resgate no Mar) é o terceiro livro da série literária Outlander da escritora americana Diana Gabaldon. Publicado em 1993, a história centra-se em Claire Randall, uma médica do século XX que viaja no tempo, e sobre seu marido escocês do século XVIII, Jamie Fraser. Os livros contêm elementos de ficção histórica, romance, aventura e ficção/fantasia científica.
O romance anterior, Dragonfly in Amber (1992) termina com Claire e sua filha Brianna lidando com a revelação da verdadeira identidade do pai biológico de Brianna, James Fraser, e a primeira viagem no tempo de Claire. Em Voyager, Claire e Brianna investigam a vida de Jamie desde a Batalha de Culloden durante o Levante Jacobita de 1745. Depois de descobrir que Jamie sobreviveu ao massacre que destruiu muitos dos clãs escoceses, Claire regressa às pedras de Craigh na Dun e regressa ao século XVIII.
Uma adaptação televisiva da série, intitulada também de Outlander, estreou no canal Starz em agosto de 2014. A terceira temporada da série, transmitida entre setembro e dezembro de 2017, baseou-se neste livro.

## Enredo

### 1746
Voyager começa no campo de batalha de Culloden, onde Jamie Fraser se encontra gravemente ferido e o seu rival, Jack Randall, morto. Jamie é levado para um estabulo perto do local da batalha onde 18 soldados escoceses procuram refúgio após a batalha de Culloden. Harold Grey, o conde de Melton, chega em representação do duque de Cumberland e anuncia que os sobreviventes serão executados. À medida que cada homem é levado para o seu local de execução, Melton toma nota dos seus nomes. Quando chega a vez de Jamie, Melton reconhece-o como o famoso jacobita "Red Jamie", mas sente que não o pode executar porque Jamie poupou a vida do seu irmão mais novo, o Lord John Grey, em Preston e envia Jamie para casa, acreditando que ele nunca chegará lá devido aos seus ferimentos.
Quando os ingleses se encontram a fazer buscas por toda a Escócia por rebeldes jacobitas, Jamie esconde-se numa caverna perto de Lallybroch. Ele visita a sua irmã, Jenny, e a sua família uma vez por mês para se barbear, se lavar e ouvir as notícias. Jamie acaba por passar a posse de Lallybroch para o filho mais velho de Jenny, também chamado Jamie, para evitar que os ingleses se apoderem da casa por esta ser propriedade de um traidor. Jamie torna-se numa lenda escocesa, o "Dunbonnet" e concebe um plano para ser capturado de modo a que a sua família receba o dinheiro da recompensa. Na Prisão de Ardsmuir, Jamie torna-se o líder dos prisioneiros sob a alcunha de "Mac Dubh". Em Ardsmuir, Jamie volta a encontrar-se com Lord John Grey, que se tornou o novo administrador da prisão. O antecessor de Lord John diz-lhe que convidava Jamie para jantar uma vez por semana para falarem sobre os outros prisioneiros e aconselha Lord John a manter esse costume, algo que ele aceita. John acredita que Jamie sabe onde se encontra o ouro francês que supostamente foi enviado para o príncipe Charlie. Quando a prisão é renovada, a Coroa transfere os prisioneiros para a América e usa a antiga prisão como um quartel para o exército. Porém, Lord John envia Jamie para Helwater, propriedade de Lord Dunsany em Lake District, onde ele se torna seu criado.
Dunsany tem duas filhas: a mais velha, Geneva, fica atraída por Jamie, mas está noiva de Lord Ellesmere, um homem de idade avançada, e ela chantageia Jamie para que ele tenha relações sexuais com ela. Geneva deixa Helwater e casa-se com Lord Ellesmere. Nove meses depois, ela dá à luz um rapaz e morre no dia seguinte. Ellesmere diz a Lord Dunsany que a criança não é dele e ameaça matá-lo, porém Jamie acaba por matar Ellesmere. O bebê, que recebe o nome de William, regressa a Helwater com eles. Como recompensa pelas suas ações, Lady Dunsany oferece-se para pedir o perdão de Jamie a Lord John para que ele possa regressar a Lallybroch. Porém, Jamie acaba por ficar em Helwater durante vários anos até que a semelhança de William com ele se torna evidente. Em consequência, Jamie aceita o perdão e vai embora de Helwater.

### 1968
No século XX, o filho adotivo do reverendo Wakefield, Roger MacKenzie, oferece-se para descobrir o destino de Jamie. Roger, Claire e a filha de Claire, Brianna, descobrem provas de um texto de Jamie publicado em 1765. Claire pensa em regressar para ele e Brianna apoia-a. No Halloween de 1968, Claire regressa ao tempo de Jamie.

### 1766
Claire encontra Jamie em Edimburgo sob o nome de Alexander Malcolm, contrabandeando bebidas alcoólicas sob o disfarce de uma loja de impressão de folhetins. Seu sobrinho, Jovem Ian, foge de Lallybroch para "ajudar" seu tio nos negócios. Claire se reúne com seu filho adotivo não oficial, Fergus, que ela conheceu quando ele era ladrão de carteiras aos 10 anos, agora com 30 anos. Para explicar sua ausência, a família diz a todos que Claire estava com parentes na França, após acredar que Jamie foi morto em Culloden, e ao saber que ele estava vivo, retornou. Depois de uma tentativa frustrada de contrabando, Jamie leva Claire e Jovem Ian para Lallybroch, onde Claire descobre que Jamie se casou novamente e tem duas enteadas, Marsali e Joan, e que a esposa de Jamie é Laoghaire, que, 20 anos antes, prendeu Claire e quase a queimou na fogueira para bruxaria. Irritada e traída, ela deixa Lallybroch, mas o jovem Ian a traz de volta, dizendo que Laoghaire atirou em Jamie. Ao retornar, Claire vê que a ferida está infectada e salva Jamie com antibióticos e seringas trazidas do século XX. Jamie negocia um acordo com Laoghaire, para pagar 1.435 libras em compensação e que irá apoiá-la até que ela se case novamente. Para conseguir o dinheiro, ele, Claire e Jovem Ian retornam ao tesouro dos "selos": o ouro jacobita e as jóias enterradas em uma ilha não muito longe de Ardsmuir. Quando eles têm o tesouro, planejam ir à França e vender as jóias, mas o Jovem Ian é sequestrado por um navio estranho. Jamie e Claire vão para a França, onde o primo de Jamie, Jared, os ajuda a determinar a identidade do navio e lhes dá um navio para as Índias Ocidentais resgatar Ian. A filha de Laoghaire, Marsali, vai com eles para se casar com Fergus.
No mar, seu navio é parado por um navio inglês chamado Porpoise, procurando um cirurgião. Enquanto Claire está tratando os doentes, o Porpoise começa a ir embora com Claire a bordo, e Claire descobre que o agente aduaneiro que está procurando por Jamie está a bordo do Porpoise e planeja prender Jamie na Jamaica. Claire pula no mar e nada até a Ilha de São Domingos, onde é encontrada por um naturalista que estuda a flora da ilha, o Dr. Stern, e um padre bizarro, bêbado e alucinado. O navio de Jamie acaba encalhando em Ilha de São Domingos após uma tempestade, mas Claire logo descobre que Jamie estava em busca de resgatá-la. Ele é capturado brevemente, mas escapa e se reúne com Claire.

### Jamaica
Disfarçado de franceses, Jamie e Claire vão até uma festa do governador local (Lord John Gray) e Jaime sai para falar com John em particular. Uma jovem é assassinada no baile e os convidados são detidos sob suspeita. Claire também fala com John e ele diz a ela que deu a Jamie um retrato de seu filho, Willie, sobre quem Jamie ainda não falou nada. Jamie e Claire procuram Jovem Ian em um mercado de escravos e mais tarde na propriedade da sra. Abernathy, que eles identificam como a ex-Geillis Duncan. Após a estadia, Jamie e Claire descobrem que Geillis mantém Ian em cativeiro. Jamie e seus homens planejam recuperar Ian, e descobrem que Geillis foi embora e levou Ian com ela. Claire visita a sala de trabalho de Geillis e encontra uma foto de Brianna pregada na mesa, com a sugestão de um sacrifício seria feito a ela. Depois de uma luta em uma caverna na Jamaica, Claire mata Geillis com um machado e ela e Jamie escapam com Ian. À medida que navegam para longe da Jamaica, são novamente perseguidos pelo Porpoise. Em uma tempestade, o navio britânico fica perdido, e o navio escocês Artemis é desviado do rumo e naufraga na colônia americana da Geórgia.

## Personagens principais
- Claire Beauchamp Randall Fraser: Enfermeira militar inglesa. Heroína principal, casada com Frank Randall e depois com James Fraser.
- James "Jamie" Fraser: Escocês, proprietário de terras de Broch Tuarach em Lallybroch.
- Brianna Randall: Filha de Claire e Jamie, criada como filha adotiva por Frank.
- Roger MacKenzie: Filho adotivo do reverendo Reginald Wakefield.
- Geillis Duncan: Mulher do século XX cujo nome verdadeiro é Gillian Edgars, que após ter fugido de sua sentença de morte na fogueira, vai para Jamaica e se casa com o sr. Abernathy.
- Claudel "Fergus" Fraser: Órfão francês que foi adotado quando criança por Jamie e Claire. É casado com a enteada de Jamie, Marsali.
- Marsali MacKimmie Fraser: Enteada de Jamie, filha de Laoghaire MacKenzie e esposa de Fergus.
- Ian Murray (Jovem Ian): Filho de Jenny e Ian Murray, é sobrinho de Jamie. Ian é um jovem aventureiro que é sequestrado e levado para Jamaica.
- Lord John Grey: O administrador da prisão de Ardsmuir, onde ele e o prisioneiro Jamie começam uma amizade improvável, mas complicada.